# Javier Iruretagoyena Amiano
Javier Iruretagoyena Amiano (Irun, Guipúscoa, 1 d'abril de 1948), més conegut com a Javier Irureta, és un exfutbolista i entrenador de futbol basc. Com a jugador va ser internacional amb la selecció espanyola.
Irureta és conegut tant pels seus èxits com a jugador a l'Atlètic de Madrid i a l'Athletic Club, com pels seus èxits com a entrenador; ha guanyat la lliga, la copa i dues supercopes d'Espanya amb el Deportivo de la Coruña. És després de Luis Aragonés, el tècnic amb més partits a la primera divisió espanyola.

## Trajectòria

### Com a jugador
Va ocupar les demarcacions de davanter i migcampista i va disputar un total de 344 partits en la primera divisió, marcant 70 gols. Format a les categories inferiors del Real Unión Club de Irun, va romandre al club basc fins al 1967, any en el qual va fitxar per l'Atlètic de Madrid. El seu debut a primera va ser el 17 de desembre de 1967, en partit disputat al Calderón davant la UD Las Palmas. Va romandre en el club vuit temporades, disputant 208 partits de lliga. Amb aquest equip va aconseguir dues lligues i una copa del Generalísimo. A nivell internacional es va proclamar subcampió de la copa d'Europa de 1973/74, en què va jugar de titular en la final davant l'FC Bayern de Múnic. En la següent temporada, es va proclamar campió de la copa Intercontinental, marcant el primer gol del seu equip davant el Club Atlético Independiente en el partit de tornada.
El 1975 va fitxar per l'Athletic Club, equip en el qual va jugar cinc temporades, disputant més de 100 partits. A més amb l'Athletic va disputar la final de la copa de la UEFA de 1976/77, en què l'Athletic Club va perdre contra la Juventus de Torí. En finalitzar la temporada 1979-1980 es va retirar dels terrenys de joc.
A més, va ser internacional amb la selecció espanyola, jugant un total de 6 partits, i també va jugar un partit amb la selecció nacional basca.

### Com a entrenador
El 1984 va començar la seva carrera com a entrenador. Va començar entrenant el Sestao SC durant quatre temporades.
El 1988 va fitxar per un equip de la primera divisió, el CD Logroñés. El seu debut com a entrenador en la primera divisió es va produir en la jornada 1 d'aquella temporada (3 de setembre de 1988) en un partit en el qual el Logroñés va guanyar per un gol a zero al club on Irureta va aconseguir els seus majors èxits com a futbolista, l'Atlético de Madrid. Irureta va estar a la banqueta del CD Logroñés fins a la jornada 20, en què va ser destituït fruit dels mals resultats de l'equip.
El 1989 va fitxar pel Reial Oviedo, equip el qual va dirigir quatre temporades. La temporada 1990-91 va aconseguir classificar el seu equip en sisè lloc de la lliga, aconseguint una plaça per disputar la copa de la UEFA per primera vegada en la història del club.
La temporada 93-94, va dirigir el Racing de Santander, aconseguint un vuitè lloc a la lliga.
La temporada següent va fitxar per l'Athletic Club, però va dimitir abans de finalitzar la temporada, concretament a la jornada 26 quan l'equip biscaí estava en el lloc onzè de la classificació.
A mitjans de la temporada següent, va substituir Salvador Iriarte a la banqueta de la Reial Societat, portant-lo a la setena posició de la classificació la temporada 1995-96. Va romandre una altra temporada al capdavant de l'equip txuri-urdin, acabant com vuitè classificat.
El 1997 va fitxar pel Celta de Vigo, on va aconseguir un sisè lloc a la lliga, classificant l'equip per a la copa de la UEFA.
L'any següent fitxa pel Deportivo de La Coruña, el club en el qual Irureta va romandre més anys com a primer entrenador i amb el qual va aconseguir els seus majors èxits.
Després classificar al Celta de Vigo per a la copa de la UEFA el maig de 1998, el club de Vigo i Irureta no van arribar a un acord per renovar el contracte. Augusto César Lendoiro, president del Deportivo de La Corunya, li va oferir el lloc d'entrenador d'aquest club, i ell, sense dubtar-ho, va acceptar l'oferta, atès que suposava un salt de qualitat en la seva carrera com a entrenador, ja que el Deportivo era un dels millors equips de l'època, amb un projecte de futur molt més ambiciós que no pas el del conjunt de Vigo. Amb aquest equip aconseguiria els seus majors èxits com a entrenador. Va guanyar una lliga (1999-2000), la primera en la història de l'equip; i a més va aconseguir dos subcampionats i dos tercers llocs. Va guanyar també una copa del Rei (2001-2002), coneguda aquesta popularment com el «Centenariazo», ja que es va produir contra el Reial Madrid en l'estadi Santiago Bernabéu, en el dia exacte en què aquest club complia 100 anys. A més, també va aconseguir dues supercopes d'Espanya i va portar el seu equip a semifinals de la copa d'Europa en la temporada 2003-04 i a quarts de final en altres dues ocasions. Va abandonar el club gallec en finalitzar la temporada 04-05, deixant a l'equip en vuitena posició.
El 2006 va fitxar pel Real Betis Balompié, tot i que no va aconseguir acabar la temporada, sent substituït per Luis Fernández a finals d'any a causa dels mals resultats en la lliga.
El 2008 va substituir com a entrenador a Ander Garitano a la banqueta del Reial Saragossa; però poc temps després, el 3 de març, va dimitir després de quatre derrotes consecutives amb l'equip aragonès.
Irureta s'ha assegut a més de 600 ocasions a les banquetes de la primera divisió d'Espanya, només superat per Luis Aragonés.
L'11 de maig de 2011 va ser presentat com co-seleccionador d'Euskadi al costat de Miguel Etxarri, en substitució de José Ángel Iríbar. No obstant això, va deixar el càrrec dos mesos després.

## Palmarès

### Com a jugador
- 2 lligues espanyoles (Primera Divisió): 1969/70 i 1972/73.
- 1 Copa d'Espanya (Copa del Generalíssim): 1971/72.
- 1 copa Intercontinental: 1974

### Com a entrenador
- 1 liga espanyola (Primera Divisió): 1999/00.
- 1 copes d'Espanya (Copa del Rei): 2001/02.
- 2 supercopes d'Espanya: 2000 i 2002.